# أبطخ الحريث
أبطخ الحريث قرية سورية تتبع لناحية القحطانية منطقة القامشلي تقع الى الجنوب الغربي من مدينة القحطانية بحدود 32 كلم، وقد تأسست القرية عام 1930م على يد الشيخ حسين محمد المكطف بلغ عدد سكانها 1453 بإحصاء عام 2004م. تقطنها قبيلة الحريث الطائية، وكلمة أبطخ تعني الأرض المنخفضة وفيها تل الأبطخ وهو تل أثري، وهي قرية زراعية تزرع المحاصيل والخضار تقع الى الشمال من طريق خط نقل النفط الواصل بين محطة تل عدس ومصفاة حمص ومصفاة بانياس.